# Drupadia cindi
Drupadia cindi är en fjärilsart som beskrevs av Cowan 1974. Drupadia cindi ingår i släktet Drupadia och familjen juvelvingar. IUCN kategoriserar arten globalt som livskraftig. Inga underarter finns listade i Catalogue of Life.